# Yusupha Njie
Yusupha Njie (Banjul, 3 gennaio 1994) è un calciatore gambiano, attaccante dell'Al-Markhiya.

## Biografia
È figlio dell'ex calciatore Biri Biri e fratellastro di Tijan Jaiteh

## Caratteristiche tecniche
È un esterno sinistro.

## Carriera

### Club
Il 7 agosto 2017 ha esordito in Primeira Liga con la maglia del Boavista in un match perso 2-1 contro la Portimonense

### Nazionale
Ha esordito con la nazionale gambiana l'11 giugno 2016 in un match di qualificazione alla Coppa delle nazioni africane 2019 perso 2-1 contro il Benin. Successivamente è stato convocato per la Coppa delle nazioni africane 2021.

## Palmarès

### Club

#### Competizioni nazionali
- Campionato marocchino: 1

FUS Rabat: 2015-2016
- Campeonato Brasileiro Série B: 1

Santos: 2024